# Sự trừng phạt đích đáng
Sự trừng phạt đích đáng là bức ảnh của nghệ sĩ nhiếp ảnh Quang Văn. Ngay sau khi công bố bức ảnh đã được dư luận hoan nghênh và đã được trưng bày ở nhiều nơi. Tháng 3 năm 1970 tác phẩm này đoạt Huy chương Vàng tại triển lãm ảnh nghệ thuật quốc tế tại Berlin.

## Miêu tả
Bức ảnh miêu tả hình ảnh nữ dân quân trong bộ quần đen, áo nâu nai nịt gọn gàng, vai mang súng, tay kéo mảnh xác máy bay, bóng đổ dài trên bãi biển. Hiện bức ảnh này đang được trưng bày tại khu trưng bày ngoài trời của Bảo tàng Lịch sử Quân sự Việt Nam, nó nổi bật trên nền xác siêu pháo đài bay B-52.

## Bối cảnh chụp
Sáng ngày 15 tháng 1 năm 1966, khẩu đội súng máy 12,7mm của nữ dân quân Hà Thị Nhiên bắn rơi tại chỗ một chiếc F-4. Xác chiếc máy bay này rơi ở ven bờ biển Hải Thịnh, Hải Hậu, Nam Định. Dân quân địa phương đi thu lượm mảnh xác máy bay kéo về UBND xã.
Nghệ sĩ nhiếp ảnh Quang Văn khi ấy là cán bộ quản lý Nhà Triển lãm, thuộc Sở văn hóa tỉnh Nam Định. Và là hội viên Hội Nghệ sĩ nhiếp ảnh Việt Nam. Ông được chứng kiến khoảng khắc chiếc F-4 của Mỹ bị bắn hạ, và ông đã ghi lại được bức hình này khi chính bà Hà Thị Nhiên (nhân vật trong ảnh) không hề biết.